# David Vanole
David Vanole (6. února 1963 Redondo Beach – 15. ledna 2007 Salt Lake City) byl americký fotbalový brankář. Zemřel při rodinné lyžařské dovolené v Utahu.

## Klubová kariéra
Chytal v USA za UCLA Bruins, Los Angeles Heat, Wichita Wings, San Francisco Bay Blackhawks a Los Angeles United.

## Reprezentační kariéra
Za reprezentaci USA nastoupil v letech 1986–1989 celkem ve 13 reprezentačních utkáních. Byl členem reprezentace USA na Mistrovství světa ve fotbale 1990, ale v utkání nenastoupil. Byl členem americké reprezentace na LOH 1988 v Soulu, nastoupil ve 3 utkáních. 